# Ранковце (община)
Ранковце (макед. Општина Ранковце) — община в Северной Македонии. Расположена в северо-восточной части Северной Македонии. Население составляет 4144 человека (2002 год).
Административный центр — село Ранковце.
Площадь территории общины 240,71 км².
Этническая структура населения в общине по переписи 2002 года:
- македонцы — 4 058 чел. (97,9%);
- цыгане — 57 чел. (1,4%);
- сербы — 18 чел. (0,4%);
- остальные — 11 чел. (0,3%)